# Katsuhiro Minamoto
Katsuhiro Minamoto (皆本 勝弘 Minamoto Katsuhiro?,  nacido el 2 de julio de 1972 en Hiroshima) es un exfutbolista japonés. Jugaba de centrocampista y su último club fue el Sanfrecce Hiroshima de Japón.

## Trayectoria

### Clubes
| Club                | País  | Año         |
| ------------------- | ----- | ----------- |
| Cerezo Osaka        | Japón | 1991 - 1997 |
| Sanfrecce Hiroshima | Japón | 1998        |